# Fuori luogo
Fuori luogo è un programma televisivo italiano di approfondimento culturale, in onda su Rai 1 dal 2014 e condotto da Mario Tozzi.
La prima stagione è andata in onda il martedì alle 23:30, dal 21 luglio al 1º settembre 2015, dopo due puntate speciali trasmesse ad agosto 2014. Il programma ritorna con una seconda stagione a partire dall'11 luglio 2016.

## Contenuti
In ogni puntata Tozzi, partendo dall'antica sede della Società Geografica Italiana a Villa Celimontana a Roma si reca, attraverso mezzi di trasporto pubblico, in alcune città italiane per scoprire come i cambiamenti del pianeta hanno determinato anche cambiamenti nel nostro modo di vivere.
Il racconto della puntata, della durata di un'ora, è arricchito da piccoli esperimenti, effetti speciali e viste dal drone, oltre all'ormai tradizionale tavola trasparente su cui Tozzi evidenzia il paesaggio.

## Stagioni

### Puntate speciali
Le prime due puntate speciali sono andate in onda tra luglio ed agosto 2014 con uno share dell'8,92%.

### Prima stagione
La prima stagione è andata in onda in seconda serata dal 21 luglio al 1º settembre 2015, con una media di 803.428 spettatori ed uno share del 9,15%.
| n° | Luogo    | Data              | Telespettatori | Share  |
| -- | -------- | ----------------- | -------------- | ------ |
| 1  | Palermo  | 21 luglio 2015    | 825.000        | 10,21% |
| 2  | Napoli   | 28 luglio 2015    | 818.000        | 9.06%  |
| 3  | Sardegna | 4 agosto 2015     | 833.000        | 9.81%  |
| 4  | Genova   | 11 agosto 2015    | 1.017.000      | 10.98% |
| 5  | Trentino | 18 agosto 2015    | 594.000        | 7.76%  |
| 6  | Roma     | 25 agosto 2015    | 776.000        | 8,72%  |
| 7  | Speciale | 1º settembre 2015 | 761.000        | 7,55%  |

### Seconda stagione
La seconda stagione è in onda in seconda serata a partire dall'11 luglio 2016.
| n° | Luogo                              | Data             | Telespettatori | Share  |
| -- | ---------------------------------- | ---------------- | -------------- | ------ |
| 1  | Milano                             | 11 luglio 2016   | 549.000        | 6,18%  |
| 2  | Po                                 | 18 luglio 2016   | 680.000        | 7,51%  |
| 3  | Etna                               | 25 luglio 2016   | 561.000        | 6,79%  |
| 4  | Agro Pontino                       | 1º agosto 2016   | 616.000        | 8,17%  |
| 5  | Toscana                            | 8 agosto 2016    |                |        |
| 6  | Venezia                            | 15 agosto 2016   | 593.000        | 6,3%   |
| 7  | Irpinia                            | 22 agosto 2016   | 751.000        | 8,2%   |
| 8  | Firenze                            | 29 agosto 2016   | 864.000        | 7,8%   |
| 9  | Speciale Terremoto Italia Centrale | 3 settembre 2016 | 1.139.000      | 14,43% |

Il 5 giugno 2017 in occasione della Giornata mondiale dell'ambiente è andato in onda uno speciale dall'isola di Montecristo, dal sito archeologico di Alba Fucens, dal Fucino e i cunicoli di Claudio, dal bacino della Ruhr, dalle foreste vetuste della Marsica nel parco nazionale d'Abruzzo, Lazio e Molise, dalla diga di Corbara, dal bosco del Bossoleto nei pressi delle Crete senesi.